# Lycochoriolaus ater
Lycochoriolaus ater là một loài bọ cánh cứng trong họ Cerambycidae.